# Ischnotes cylindraceus
Ischnotes cylindraceus är en skalbaggsart som beskrevs av Newman 1840. Ischnotes cylindraceus ingår i släktet Ischnotes och familjen långhorningar. Inga underarter finns listade i Catalogue of Life.